# Bronx
O Bronx (pronunciado: [bɹɑŋks]) é um burgo (em inglês:  borough) da cidade de Nova Iorque, coextensivo com o condado do Bronx, no estado americano de Nova Iorque. O condado foi fundado em 1639 por Jonas Bronck, um sueco que estabeleceu no território uma fazenda. Naquela época o local ficou conhecido por Terra de Bronck (em inglês Bronck's Land) e com o tempo passou a ser chamado Bronx.
Com mais de 1,4 milhão de habitantes, de acordo com o censo nacional de 2020, é o quinto condado mais populoso do estado e o 27º mais populoso do país. É o terceiro condado mais densamente povoado do estado.
Na década de 1970 é concretizado no Bronx o movimento sócio cultural denominado Hip Hop, que ficou reconhecido pelas suas expressões artísticas que são elas: o MCing, o Graffitti Write, o Breaking e o DJing.
O Bronx é um dos burgos nova-iorquinos mais densamente povoados, sendo em 1874 a primeira área fora de Manhattan a ser incorporada à cidade de Nova Iorque, mais de 20 anos antes dos burgos de Queens, Brooklyn, e Staten Island. Depois de décadas de abandono nos anos 60, 70, e 80, o Bronx é atualmente o distrito de Nova Iorque que mais rapidamente cresce em termos relativos e está perto de alcançar o recorde populacional histórico de 1,451,277 de habitantes em 1950.
O Bronx é tipicamente dividido entre o West Bronx (lado oeste) e East Bronx (lado este), com o West Bronx sendo umas das áreas mais urbanizadas e densas da cidade toda, e o East Bronx, contando com algumas das áreas verdes urbanas mais bucólicas e bem preservadas do país inteiro. Áreas notáveis do East Bronx incluem City Island — ou Ilha da Cidade, uma ilha que sembla um povo de pescadores — e Pelham Bay Park.
O Bronx é o único burgo da cidade em que a maioria dos habitantes se identifica como hispano. Segundo o Censo nacional, é o lugar o mais diverso de todo o país.
O Bronx é muito bem ligado ao burgo de Manhattan, contando com excelentes conexōes via as líneas B, D, 4, 5, 6, e 1 do metrô. A línea 4, que conecta os burgos de Brooklyn, Manhattan e o Bronx, é a mais ativa de toda a cidade de Nova Iorque.

## Geografia
De acordo com o Departamento do Censo dos Estados Unidos, o condado possui uma área de 148,6 km², dos quais 109,2 km² estão cobertos por terra e 39,4 km² (26,5%) por água.

## Demografia
Desde 1900, o crescimento populacional médio do condado, a cada dez anos, é de 9,2%.
Segundo o censo nacional de 2020, o condado possui uma população de 1 472 654 habitantes e uma densidade populacional de 13 482,8 hab/km². Seu crescimento populacional na última década foi de 6,3%, acima da média estadual de 4,2%. É o quinto condado mais populoso de Nova Iorque e o 27º mais populoso dos Estados Unidos. É o terceiro condado mais densamente povoado do estado.
Possui 547 030 residências que resulta em uma densidade de 5 008,3 residências/km² e um aumento de 6,9% em relação ao censo anterior. Deste total, 4,5% das unidades habitacionais estão desocupadas. A média de ocupação é de 2,7 pessoas por residência.

## Bairros e arquitetura
Assim como a geografia dele, os bairros e arquitetura do Bronx são muito variados. Nas regiōes oeste e sudeste, os bairros tendem a ser mais densos. Nos extremos do condado, como é o caso de City Island (Ilha da Cidade), as construções são tipificadas pelas casas unifamiliares e pequenos apartamentos de 1 a três andares.

### Bronxdale
Bronxdale — também conhecido como dale's bronx — é um bairro no East Bronx que fica ao lado do Zoológico do Bronx em que muitos passam tempo nas rodas de hip hop. Mais denso do que é típico do East Bronx, o bairro é servido pelas linhas 3 e 9 do metrô, todas elevadas nesta parte da rede.

## Transporte
O Bronx é servido pelas linhas B, D, 1, 2, 4, 5, e 6 do metrô. As linhas B e D são subterrâneas e correm ao longo da Grand Concourse, uma avenida que corre desde o extremo sul do burgo até Mosholu Parkway, perto do extremo norte. A linha 4 corre ao longo de Jerome Avenue de forma elevada. A linha 1 conecta o extremo noroeste do Bronx com o extremo norte de Manhattan. As linhas 2, 5, e 6 oferecem conexōes ao lado sul e este do burgo.

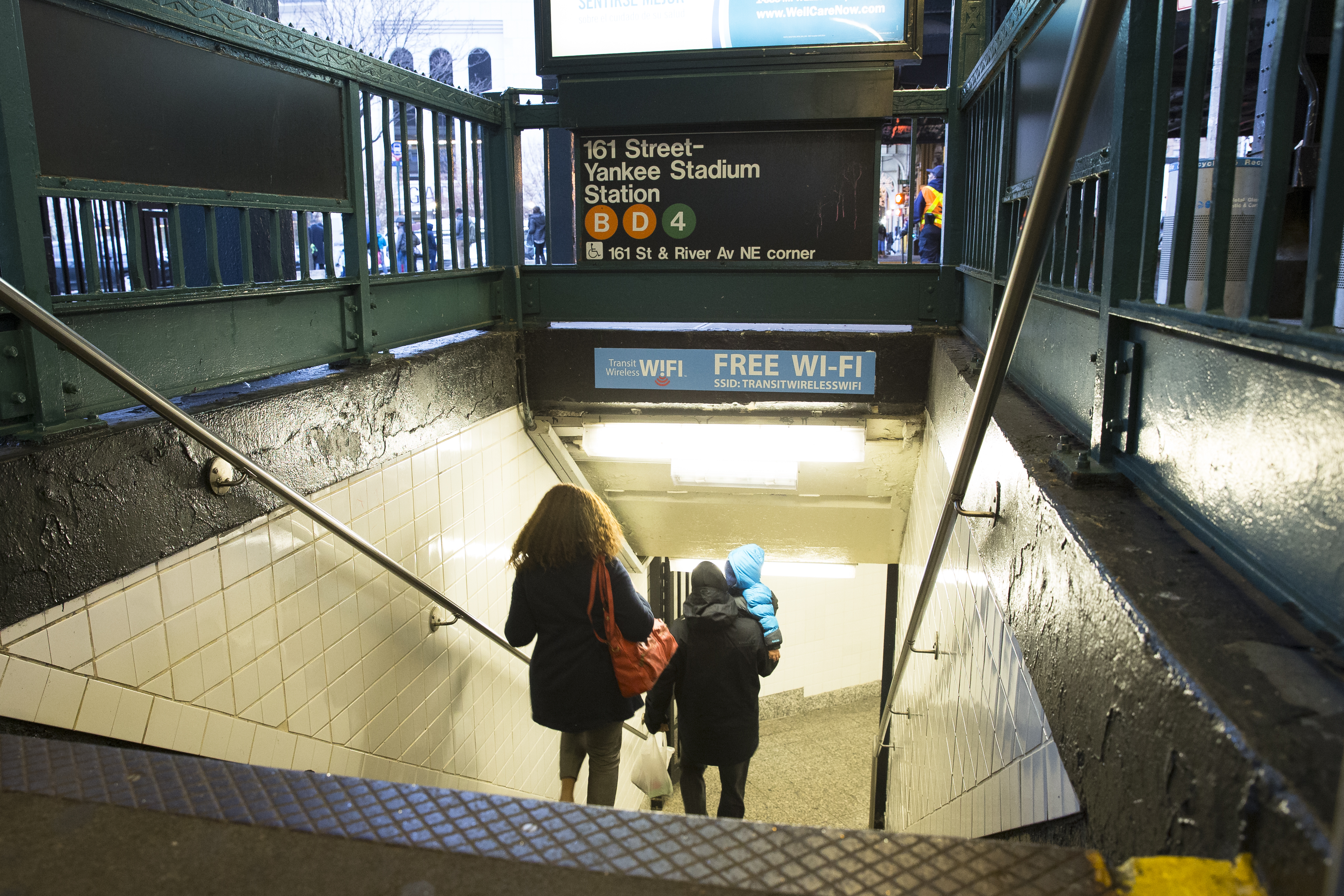
Entrada a uma estação com acesso às linhas B, D, e 4 do metrô.

## Pontos de interesse
No Bronx fica localizada, na 161st Street e River Avenue, a sede e estádio do New York Yankees, o Yankee Stadium.

## Galeria de imagens

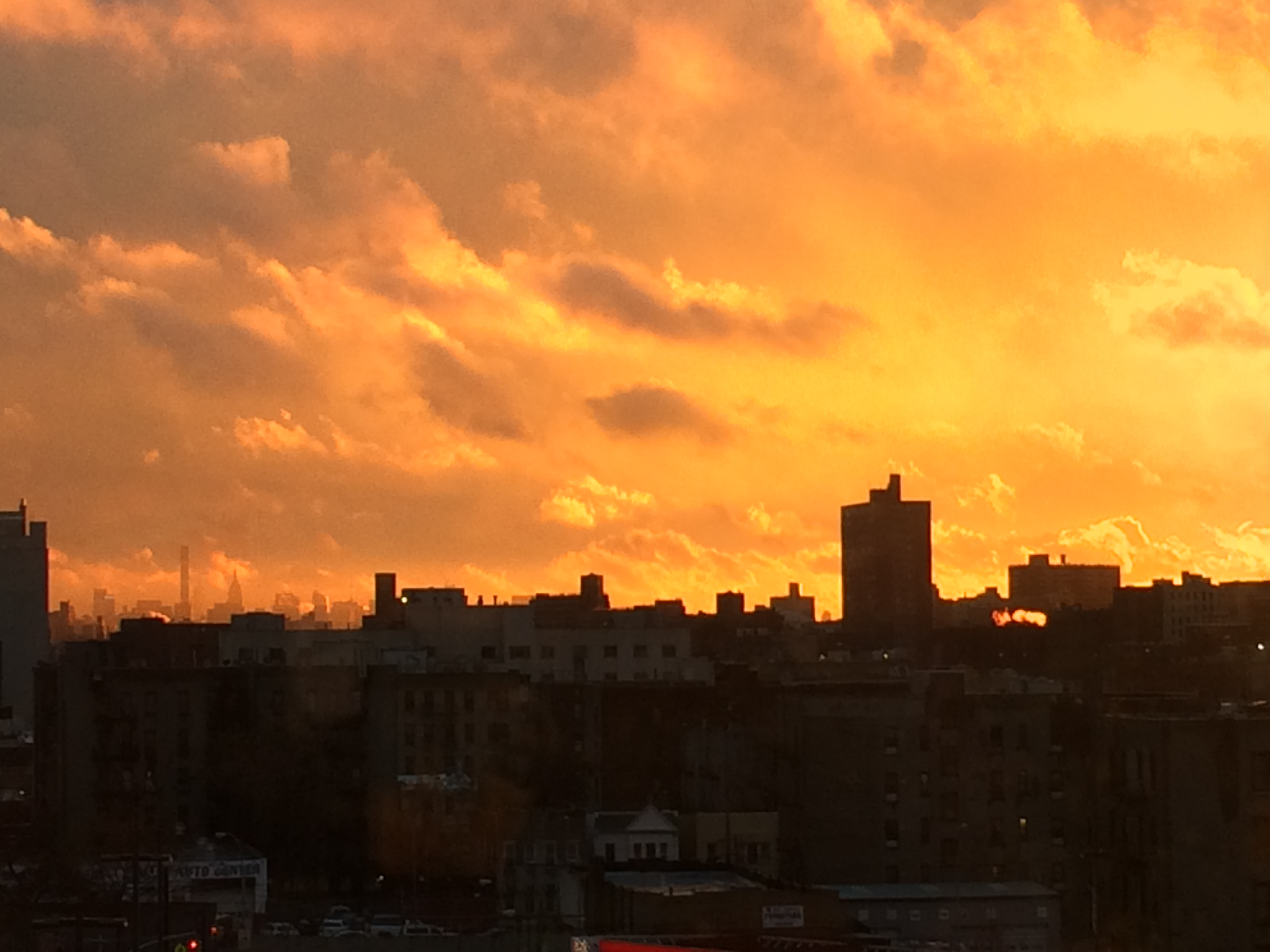
Vista do skyline de Manhattan no pôr-de-sol, desde o Bronx
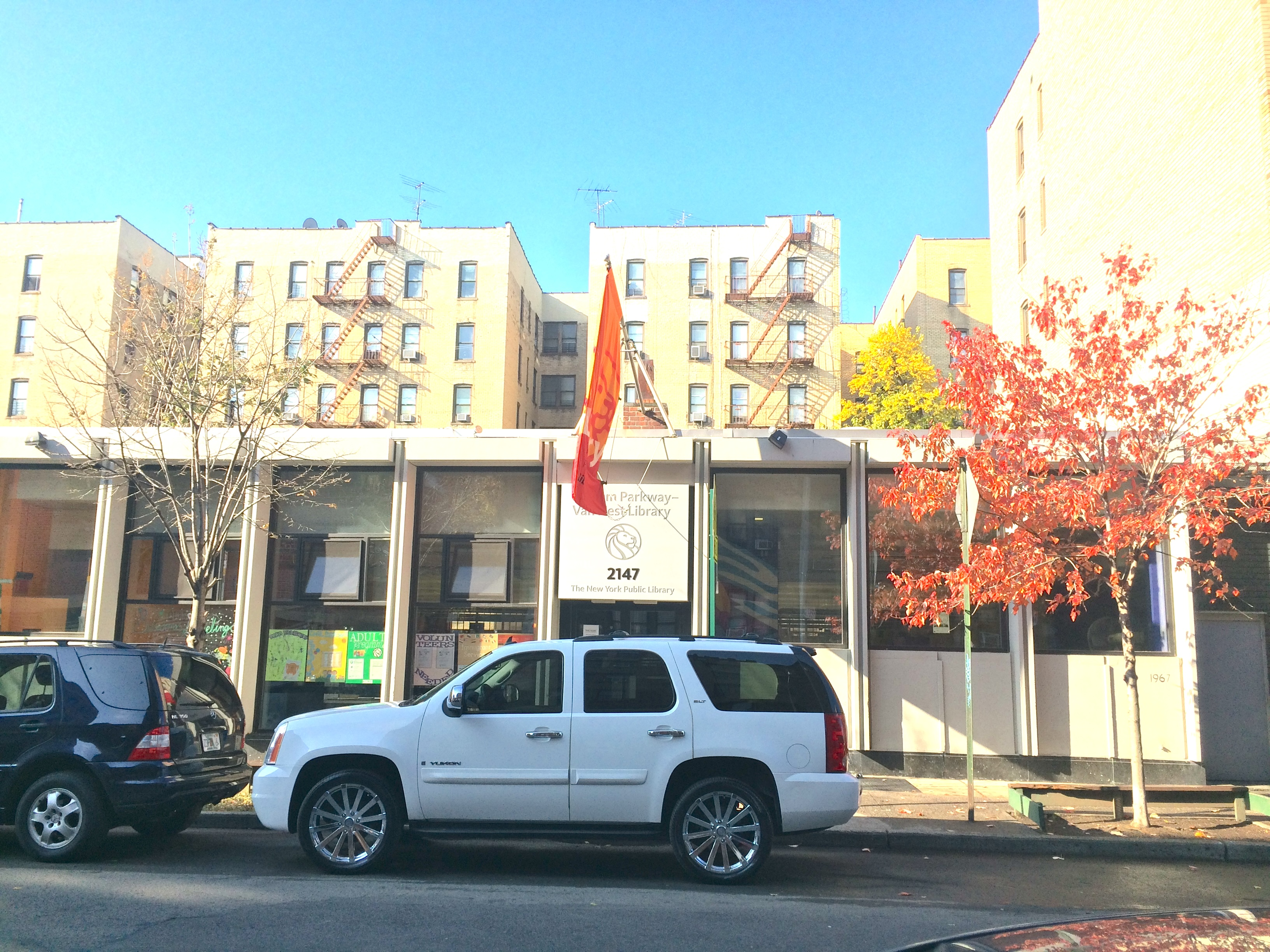
Biblioteca pública da cidade de Nova Iorque
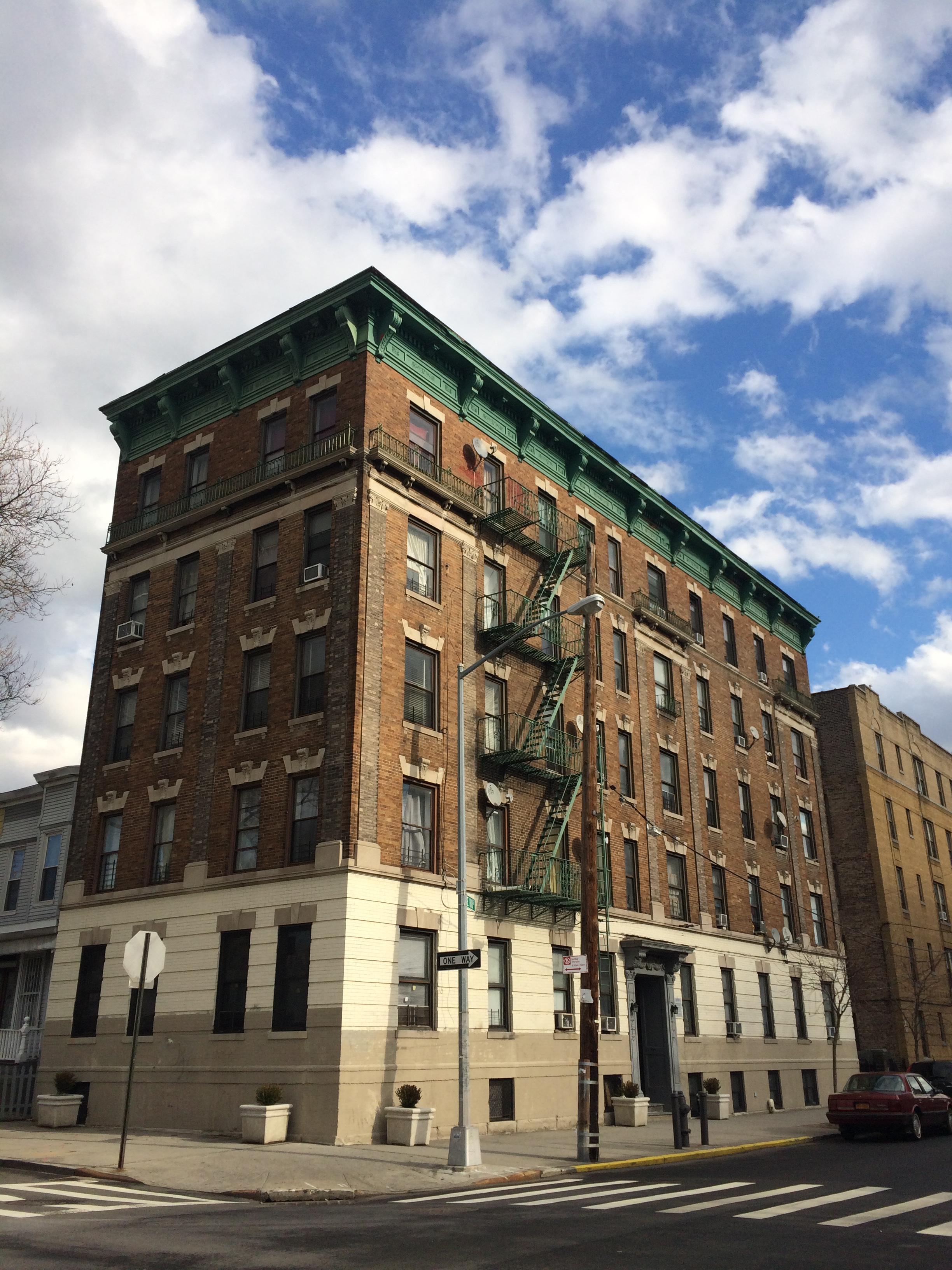
Apartamentos no bairro de Belmont, no Bronx
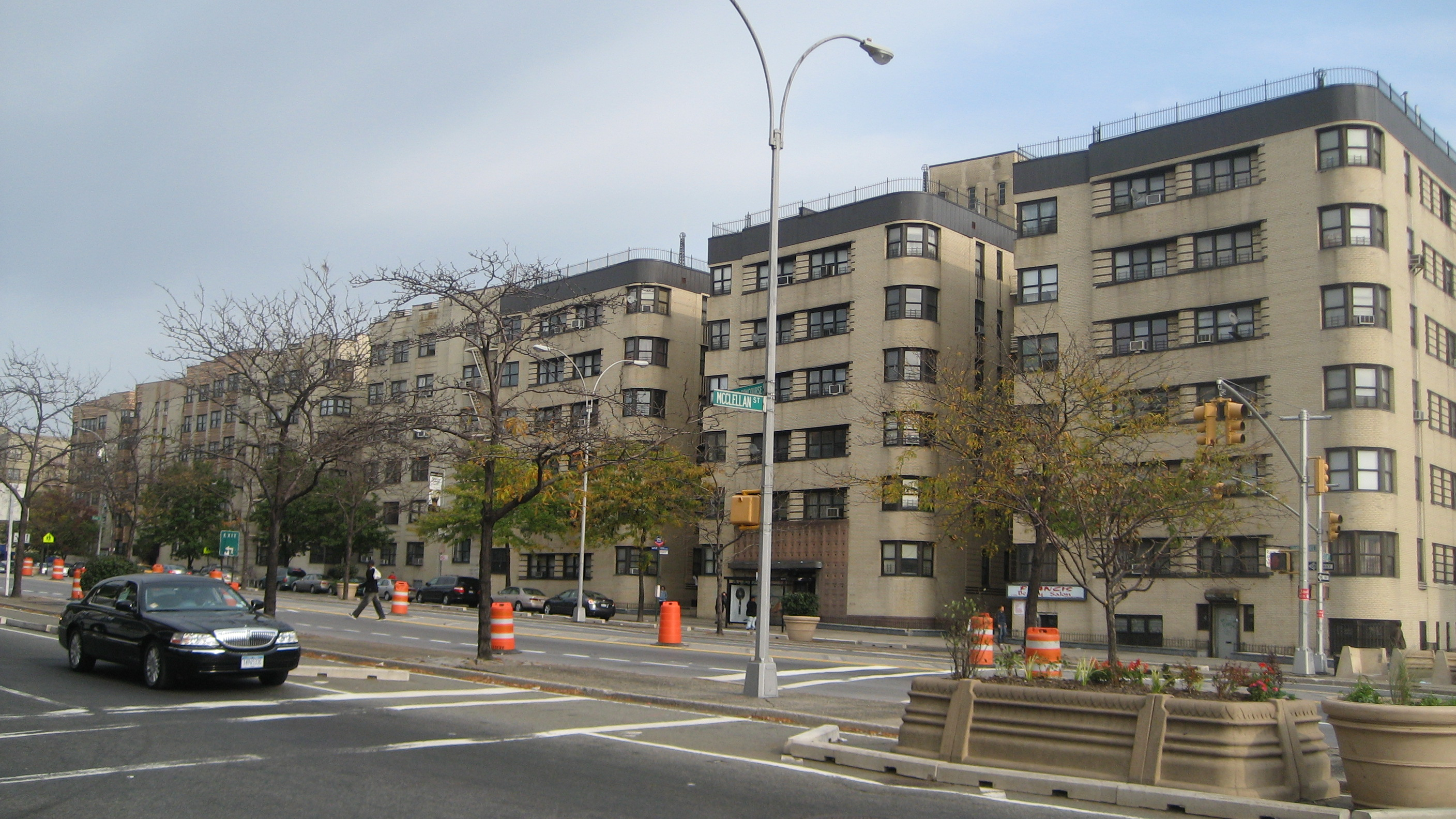
Bloco de apartamentos no estilo art déco na Grand Concourse
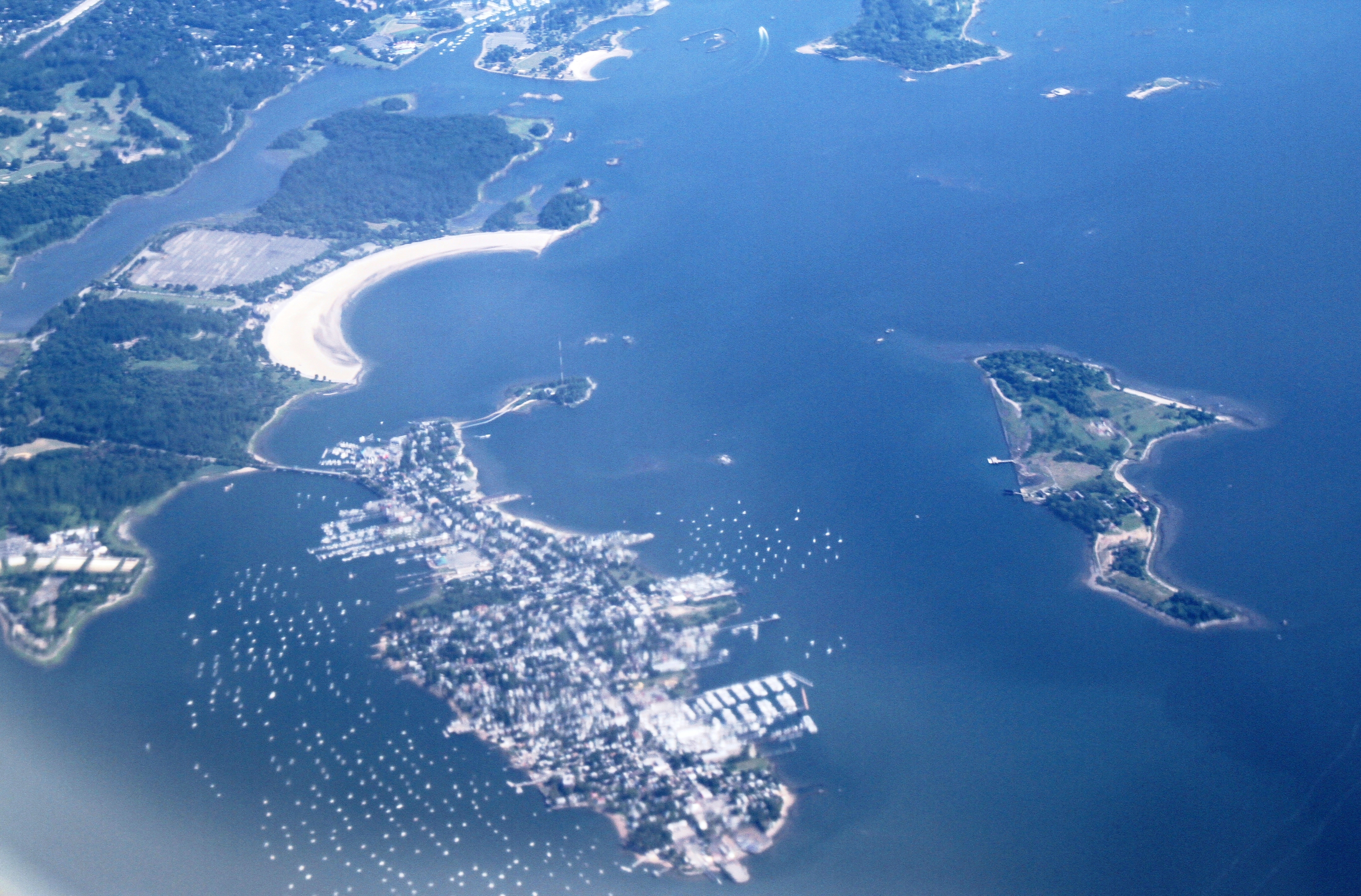
City Island
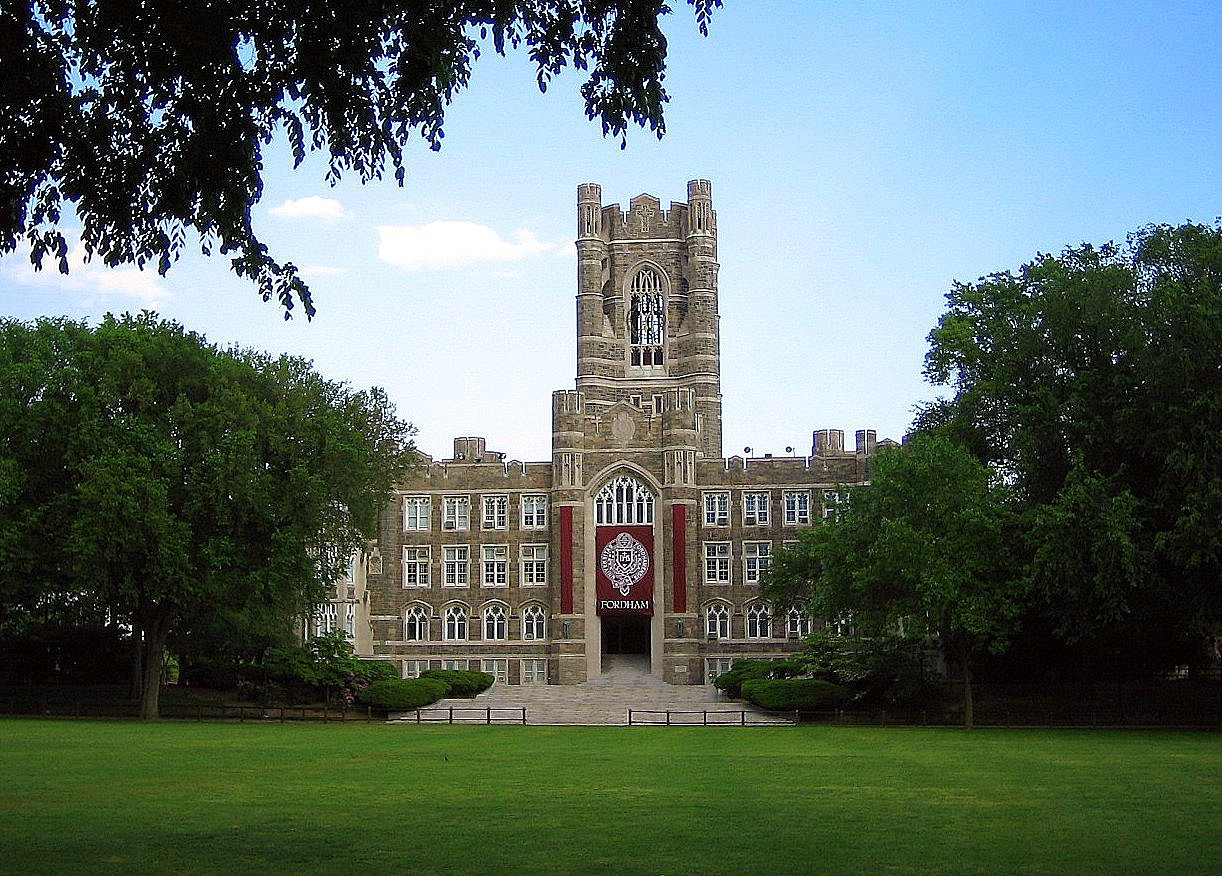
Universidade de Fordham
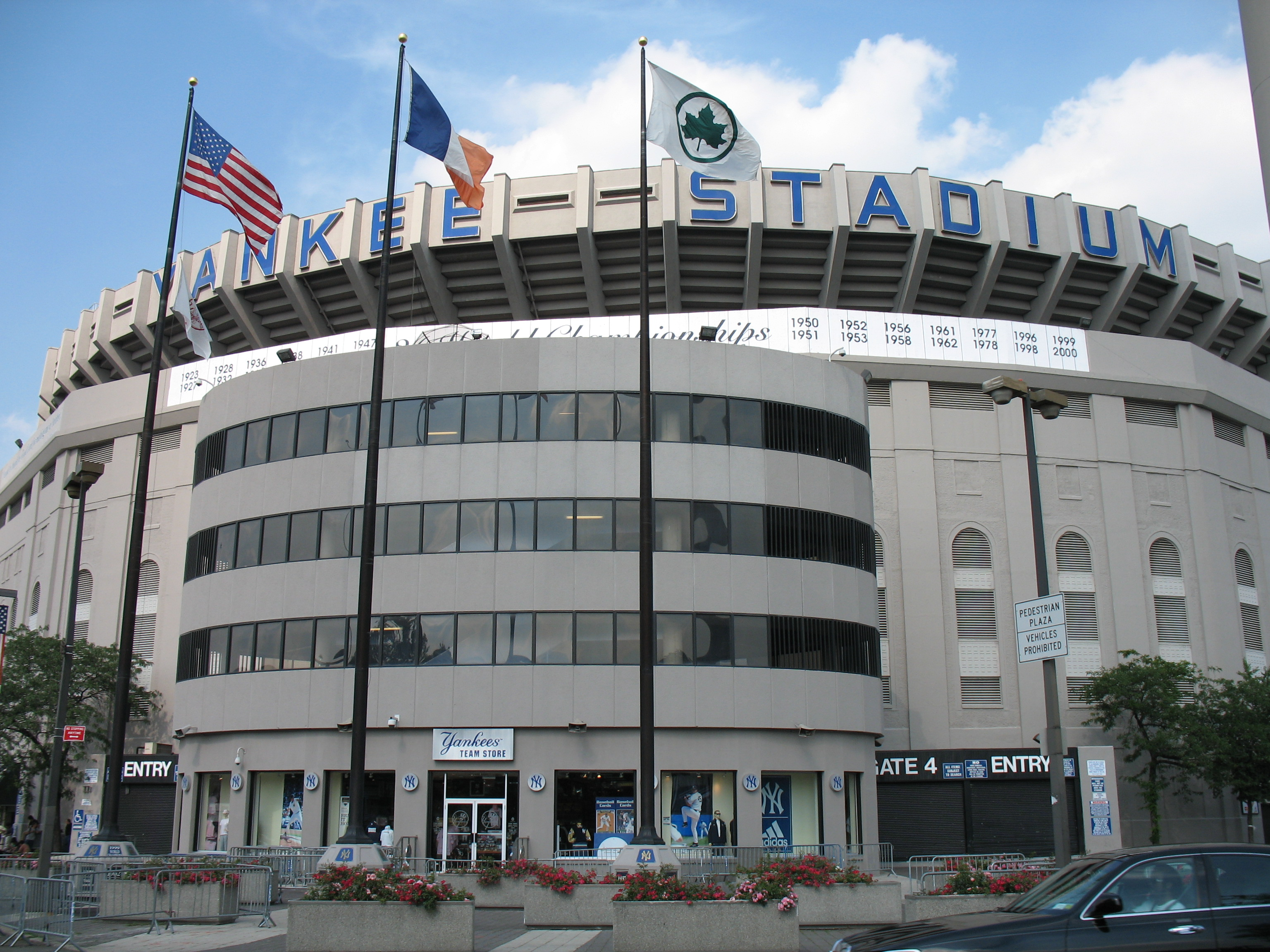
Yankee Stadium
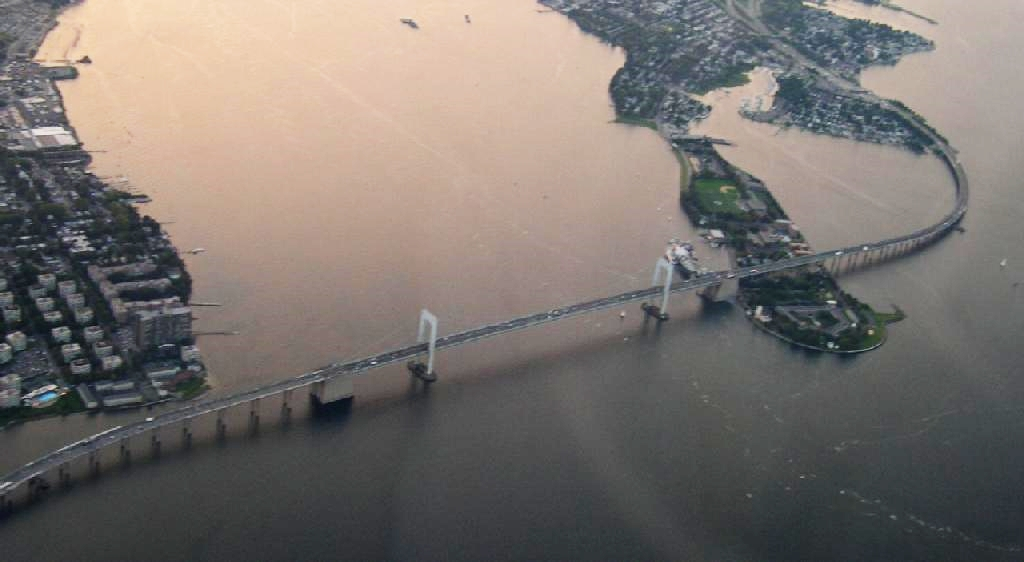
Ponte Throgs Neck

| Os cinco burgos da cidade de Nova Iorque                  |                       |            |                     |                 |
| Jurisdição                                                | Jurisdição            | População  | Área                | Área            |
| Burgo                                                     | Condado               | Censo 2020 | Em milhas quadradas | Em km quadrados |
| (1) Manhattan                                             | Nova Iorque           | 1 694 251  | 22.7                | 58.8            |
| (2) Brooklyn                                              | Kings                 | 2 736 074  | 69.4                | 179.7           |
| (3) Queens                                                | Queens                | 2 405 464  | 108.7               | 281.5           |
| (4) Bronx                                                 | Bronx                 | 1 472 654  | 42.2                | 109.3           |
| (5) Staten Island                                         | Richmond              | 495 747    | 57.5                | 148.9           |
| Cidade de Nova Iorque                                     | Cidade de Nova Iorque | 8 804 190  | 302.64              | 778.17          |
| Estado de Nova Iorque                                     | Estado de Nova Iorque | 20 201 249 | 47 126,40           | 122 056,82      |
| Fonte: Departamento do Censo dos Estados Unidos 2010–2020 |                       |            |                     |                 |